# Yul Brynner
Yul Brynner (født russisk: Юлий Борисович Бринер, tr. Julij Borisovitj Briner; 11. juli 1920, Vladivostok, død 10. oktober 1985, New York City) var en oscar-belønnet (Oscar for bedste mandlige hovedrolle) russisk-født amerikansk skuespiller.
Julij Borisovitj Briner var søn af schweiziske-mongolske opfinder og schweiziske konsul i Rusland, Boris Julievich Brynner, og den russiske lægedatter Marijej Blagovidovoj. Yul Brynner havde statsborgerskab i det schweiziske samfund Möriken-Wildegg, Aargau. På grund af hans mongolske afstamning kaldte han sig lejlighedsvis Taidje Khan. Brynner var roma, og var ærespræsident for Den Internationale Romani Union. I 1970'erne var Yul Brynner aktiv i bestræbelserne på at forene romaerne internationalt og skabe international anerkendelse.

## Filmografi
- Dødens by (1975)
- Westworld (1973)
- Spionkrigen (1973)
- Når hestetyve elsker (1971)
- Adiós, Sabata (1970)
- Sultan - Indiens frihedshelt (1968)
- Kosakken Taras Bulba (1962)
- Syv mænd sejrer (1960)
- Een gang til med følelse (1959)
- Kongen og jeg (1956)
- Anastasia (1956)